# Ruth Edwards
Ruth Joyce Edwards (* 9. Juli 1993 in Keighley, Großbritannien als Ruth Joyce Winder) ist eine US-amerikanische Radrennfahrerin.

## Sportliche Laufbahn
Edwards entstammt einer Radsportfamilie. Sie wurde ebenso wie ihre fünf Geschwister in Großbritannien geboren, bevor die Familie im Jahr 2000 in die Vereinigten Staaten umzog.
2009 errang Edwards als US-amerikanische Straßenmeisterin der Jugend ihren ersten nationalen Titel, im Einzelzeitfahren belegte sie Platz zwei. Schon Jahr darauf wurde sie in der Elite Meisterin in der Mannschaftsverfolgung. 2015 gewann sie gemeinsam mit Kelly Catlin, Sarah Hammer und Jennifer Valente die Panamerikameisterschaften in der Mannschaftsverfolgung. Im Jahr darauf gehörte sie zu den fünf Sportlerinnen, die bei den UCI-Bahn-Weltmeisterschaften den WM-Titel in der Mannschaftsverfolgung errangen; es war das erste Mal in der Radsportgeschichte, dass dies einem US-amerikanischen Frauenteam gelang.
2016 wurde Edwards für den Start in der Mannschaftsverfolgung bei den Olympischen Spielen in Rio de Janeiro nominiert, wo sie gemeinsam mit Kelly Catlin, Chloe Dygert und Jennifer Valente die Silbermedaille errang.

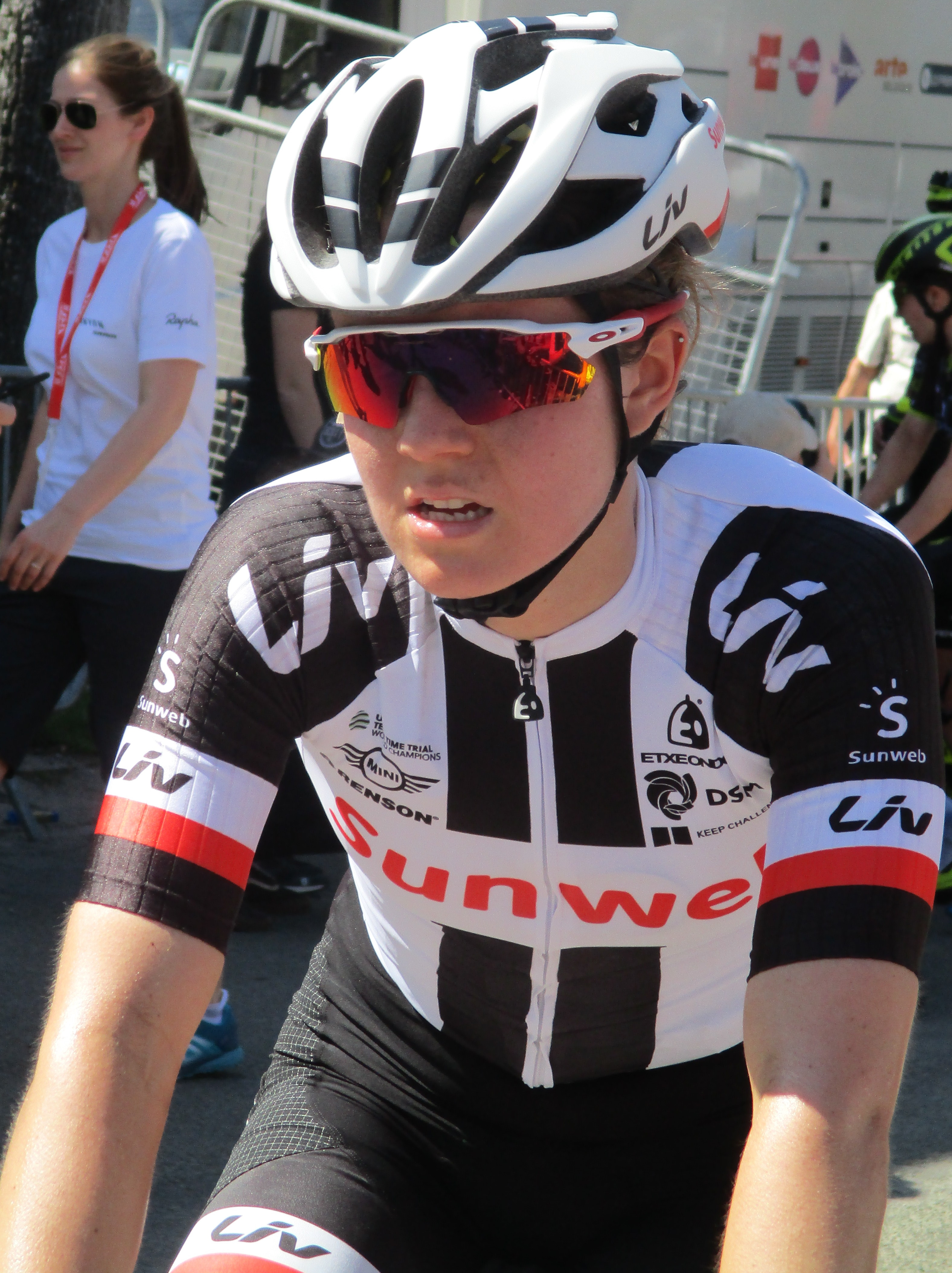
Edwards bei La Flèche Wallonne (2018)

Anfang 2018 schloss sie sich der niederländischen Radsportmannschaft Team Sunweb an. Bei den nationalen Meisterschaften wurde sie Zehnte im Straßenrennen und verhalf ihrer Teamkollegin Coryn Rivera zum Sieg. Außerdem gewann sie, einen Tag nach ihrem Geburtstag, aus einer dreiköpfigen Ausreißergruppe heraus im Sprint die 5. Etappe des Giro d’Italia Femminile und fuhr ins Rosa Trikot. Des Weiteren konnte sie bei der Tour Cycliste Féminin International de l’Ardèche zwei Etappen für sich entscheiden. 2019 wechselte sie zum Team Trek-Segafredo Women und wurde US-amerikanische Straßenmeisterin. Im Frühjahr 2020 gewann sie die Santos Women’s Tour. 2021 gewann sie den Pfeil von Brabant und entschied mit ihrem Team zum dritten Mal das Mannschaftszeitfahren des Giro d’Italia Donne für sich.
Im August 2021 startete Edwards im Straßenrennen der Olympischen Spiele in Tokio und belegte Rang 45. Zum Ende der Saison beendete sie zunächst ihre aktive Radsportlaufbahn. 2022 und 2023 war sie hobbymäßig auf dem Mountainbike und im Gravel aktiv, privat heiratete sie ihren langjährigen Lebensgefährten Zach Edwards, Besitzer einer Fahrradwerkstatt und Hobyradsportler.
Seit der Saison 2024 steht Edwards wieder auf der Straße im Kader des UCI Women’s WorldTeams Human Powered Health.

## Diverses
Im Herbst 2021 wurde Ruth Edwards neben dem Belgier Philippe Gilbert für vier Jahre in die Athletenkommission des Weltradsportverbandes UCI als Vertreterin für den Bereich Straßenradsport gewählt.

## Erfolge

### Bahn
2010
- US-amerikanische Meisterin – Mannschaftsverfolgung (mit Hanan Alves-Hyde und Cari Higgins)

2015
- Panamerikameisterin – Mannschaftsverfolgung (mit Kelly Catlin, Sarah Hammer und Jennifer Valente)

2016
- Olympische Spiele – Mannschaftsverfolgung (mit Kelly Catlin, Chloe Dygert und Jennifer Valente)
- Weltmeisterin – Mannschaftsverfolgung (mit Sarah Hammer, Kelly Catlin, Chloe Dygert und Jennifer Valente)

### Straße
2009
- US-amerikanische Jugend-Meisterin – Straßenrennen

2017
- Gesamtwertung und drei Etappen Joe Martin Stage Race
- Gesamtwertung, zwei Etappen und Punktewertung Tour de Feminin – O cenu Českého Švýcarska

2018
- Mannschaftszeitfahren und eine Etappe Giro d’Italia Femminile
- Mannschaftszeitfahren Ladies Tour of Norway
- zwei Etappen und Punktewertung Tour Cycliste Féminin International de l’Ardèche

2019
- eine Etappe Setmana Ciclista Valenciana
- US-amerikanische Meisterin – Straßenrennen
- Open de Suède Vårgårda – Mannschaftszeitfahren
- Prolog Lotto Belgium Tour

2020
- Gesamtwertung und eine Etappe Santos Women’s Tour
- Mannschaftszeitfahren Giro d’Italia Femminile

2021
- Pfeil von Brabant
- Mannschaftszeitfahren Giro d’Italia Femminile

2024
- Gesamtwertung Thüringen Ladies Tour

2025
- Panamerika-Meisterin – Einzelzeitfahren